# Савинское (Волжское сельское поселение)
Са́винское — деревня в Михайловском сельском округе Волжского сельского поселения Рыбинского района Ярославской области .
Деревня расположена на правом берегу реки Иоды. На этом участке реки по правому берегу проходит просёлочная дорога, соединяющая деревни Короваево, Софроново, Горки, Савинское и выходящая на проходящую по противоположному левому берегу Иоды автомобильную дорогу с автобусным сообщением из Рыбинска через Михайловское на Александрову Пустынь к северу от Короваево и к югу от Савинского. Деревня окружена заболоченными лесами, населённые пункты и сельскохозяйственные земли располагаются только по указанной дороге и берегам Иоды. На левом берегу Иоды, напротив Савинского стоит деревня Подсосенье, расположенная на дороге Михайловское-Александрова Пустынь. К ней из Савинского ведёт просёлочная дорога. Другая просёлочная дорога, идущая из Савинского вверх по правому берегу Иоды, на юго-восток пересекает реку при её повороте и выходит к деревне Левино .
На 1 января 2007 года в деревне числился 1 постоянный житель . Почтовое отделение, находящееся в деревне Семенники, обслуживает в Савинском 3 дома .